# Serie A2 2012-2013 (calcio a 5)
Il campionato di Serie A2 2012-2013 è stata la 15ª edizione della categoria. La stagione regolare ha preso avvio il 5 ottobre 2012 e si è conclusa il 13 aprile 2013, prolungandosi fino al 25 maggio con la disputa delle partite di spareggio. A seguito delle rinunce di alcune società a partecipare alla corrente edizione, il numero di società iscritte è sceso da 28 a 24, divise come di consueto in due gironi.
Rimasto invariato il meccanismo di promozione alla massima serie, a differenza della passata stagione è cambiata la formula dei play-out e delle retrocessioni. Unicamente per quest'edizione ci sarà in entrambi i gironi una sola retrocessione diretta mentre la terz'ultima e la penultima classificata si scontreranno in gare d'andata e ritorno per decretare la seconda retrocessa in Serie B. Questo sistema è stato adottato per permettere nella stagione successiva di ripristinare l'organico a 28 squadre.

## Partecipanti
Rispetto a quanto decretato dal campo nella stagione precedente, nell'elenco delle società iscritte sono presenti alcuni vuoti: Kaos e Napoli sono stati ripescati in Serie A mentre Aloha, Regalbuto e Napoli Ma.Ma. hanno rinunciato all'iscrizione al corrente campionato. Romani e siciliani sono ripartiti dai rispettivi campionati regionali mentre la società campana è stata incorporata dallo Scafati Santa Maria il quale ha cambiato denominazione in "A.S.D. Napoli Futsal Santa Maria Scafati". Anche l'Aosta Calcio a 5 e la Me.Co. Potenza hanno cambiato denominazione rispettivamente in Aosta Calcio Pollein A.S.D. e A.S.D. Futsal Potenza Calcio a 5.
A completare l'organico della categoria, ridotto comunque da 27 a 24 unità, sono state ripescate il Lecco e il CUS Chieti.
Cinque società sono alla loro prima partecipazione al campionato di Serie A2: Augusta (al primo campionato di Serie A2 dopo 19 anni consecutivi nella massima serie), L.C. Five Martina, Fuente Foggia, Lecco e New Team FVG.
Sono ben 13 le regioni rappresentate in questo torneo: quella più presente è il Veneto, rappresentato da quattro società (Canottieri Belluno, Gruppo Fassina, Villorba e il neopromosso Zanè Vicenza). Seguono Lazio e Puglia che partecipano con tre squadre ciascuna mentre Abruzzo, Lombardia, Marche e Sicilia si presentano ai nastri di partenza con due compagini. Completano il roster con una società ciascuna Basilicata, Campania, Emilia-Romagna, Friuli-Venezia Giulia, Sardegna e Valle d'Aosta.

## Avvenimenti

### Sorteggio calendari
I calendari dei due gironi sono stati compilati e comunicati dalla Divisione Calcio a 5 il 15 agosto.

### Soste
- Dal 10 al 17 novembre (Campionato del Mondo – Thailandia)
- Dal 29 dicembre al 5 gennaio (Sosta invernale)
- 16 febbraio (Final Eight Coppa Italia Serie A2)
- 30 marzo (Festività Pasquali)

## Girone A

### Classifica[6]
|  | Pos. | Squadra        | Pt | G  | V  | N | P  | GF  | GS  | DR  |
|  | ---- | -------------- | -- | -- | -- | - | -- | --- | --- | --- |
|  | 1.   | Zanè Vicenza   | 51 | 22 | 15 | 6 | 1  | 121 | 76  | +45 |
|  | 2.   | Cagliari       | 50 | 22 | 16 | 2 | 4  | 113 | 53  | +60 |
|  | 3.   | New Team FVG   | 49 | 22 | 15 | 4 | 3  | 115 | 74  | +41 |
|  | 4.   | Reggiana       | 39 | 22 | 12 | 3 | 7  | 98  | 84  | +14 |
|  | 5.   | Aosta          | 38 | 22 | 12 | 2 | 8  | 78  | 79  | -1  |
|  | 6.   | PesaroFano     | 34 | 22 | 10 | 4 | 8  | 87  | 68  | +19 |
|  | 7.   | Gruppo Fassina | 33 | 22 | 10 | 3 | 9  | 95  | 84  | +11 |
|  | 8.   | Belluno        | 30 | 22 | 9  | 3 | 10 | 56  | 72  | -16 |
|  | 9.   | Lecco          | 24 | 22 | 7  | 3 | 12 | 73  | 82  | -9  |
|  | 10.  | Toniolo Milano | 20 | 22 | 6  | 2 | 14 | 79  | 101 | -22 |
|  | 11.  | Villorba       | 7  | 22 | 2  | 1 | 19 | 54  | 113 | -59 |
|  | 12.  | Civitanova     | 4  | 22 | 1  | 1 | 20 | 64  | 147 | -83 |

### Verdetti
- Zanè Vicenza promosso in serie A 2013-14; la società non si iscrive al campionato di competenza, sciogliendosi.
- Civitanova e, dopo i play-out, Villorba retrocesse in serie B 2013-14

### Statistiche
- Maggior numero di vittorie: Cagliari (16)
- Minor numero di vittorie: Civitanova (1)
- Maggior numero di pareggi: ZanèVicenza (6)
- Minor numero di pareggi: Civitanova e Villorba (1)
- Maggior numero di sconfitte: Civitanova (20)
- Minor numero di sconfitte: ZanèVicenza (1)
- Miglior attacco: ZanèVicenza (121)
- Peggior attacco: Villorba (54)
- Miglior difesa: Cagliari (53)
- Peggior difesa: Civitanova (147)
- Miglior differenza reti: Cagliari (+60)
- Peggior differenza reti: Civitanova (-83)
- Miglior serie positiva: Cagliari (16)
- Maggior numero di vittorie consecutive: Cagliari (8)
- Maggior numero di sconfitte consecutive: Villorba (15)
- Partita con maggiore scarto di gol: Cagliari-Civitanova 19-0 (19)
- Partita con più reti: Cagliari-Civitanova 19-0 (19)
- Maggior numero di reti in una giornata: 17ª (63)
- Minor numero di reti in una giornata: 2ª (34)

### Classifica marcatori
| Gol |  |  | Giocatore          | Squadra        |
| --- |  |  | ------------------ | -------------- |
| 37  |  |  | Valdemir Beregula  | Gruppo Fassina |
| 31  |  |  | Arlan Pablo Vieira | Zanè Vicenza   |
| 28  |  |  | Eduardo Costa      | Reggiana       |
| 26  |  |  | Mirko Antonietti   | Lecco          |
| 26  |  |  | Jones Santana      | Zanè Vicenza   |
| 25  |  |  | Kristjan Čujec     | PesaroFano     |
| 25  |  |  | Jacopo Serantoni   | Civitanova     |
| 23  |  |  | Roald Halimi       | New Team FVG   |
| 23  |  |  | Alan De Oliveira   | Cagliari       |
| 23  |  |  | Thomas Egea        | Aosta          |
| 22  |  |  | André Reis Siviero | New Team FVG   |
| 20  |  |  | Rok Mordej         | New Team FVG   |
| 20  |  |  | Walter Muoio       | Lecco          |
| 18  |  |  | Nathan Barcellos   | Aosta          |
| 17  |  |  | Tommaso Ghezzi     | Toniolo Milano |

### Calendario e risultati
| andata | andata | 1ª giornata            | ritorno (12ª) | ritorno (12ª) |
|        |        |                        |               |               |
| 5 ott. | 2-4    | Cagliari-ZanèVicenza   | 4-4           | 19 gen.       |
| 6 ott. | 4-4    | Belluno-PesaroFano     | 0-4           | 19 gen.       |
| 6 ott. | 1-4    | Civitanova-NewTeam     | 4-7           | 19 gen.       |
| 6 ott. | 4-4    | Lecco-GruppoFassina    | 5-6           | 19 gen.       |
| 6 ott. | 5-2    | Reggiana-Aosta         | 5-5           | 19 gen.       |
| 6 ott. | 2-2    | Villorba-TonioloMilano | 2-3           | 19 gen.       |

| andata  | andata | 2ª giornata            | ritorno (13ª) | ritorno (13ª) |
|         |        |                        |               |               |
| 12 ott. | 5-2    | GruppoFassina-Cagliari | 2-3           | 26 gen.       |
| 13 ott. | 3-1    | Aosta-Villorba         | 4-3           | 26 gen.       |
| 13 ott. | 4-2    | NewTeam-Belluno        | 5-3           | 26 gen.       |
| 13 ott. | 2-3    | PesaroFano-Reggiana    | 1-6           | 26 gen.       |
| 13 ott. | 3-2    | TonioloMilano-Lecco    | 2-5           | 26 gen.       |
| 13 ott. | 5-2    | ZanèVicenza-Civitanova | 4-3           | 26 gen.       |

| andata | andata | 1ª giornata            | ritorno (12ª) | ritorno (12ª) |
|        |        |                        |               |               |
| 5 ott. | 2-4    | Cagliari-ZanèVicenza   | 4-4           | 19 gen.       |
| 6 ott. | 4-4    | Belluno-PesaroFano     | 0-4           | 19 gen.       |
| 6 ott. | 1-4    | Civitanova-NewTeam     | 4-7           | 19 gen.       |
| 6 ott. | 4-4    | Lecco-GruppoFassina    | 5-6           | 19 gen.       |
| 6 ott. | 5-2    | Reggiana-Aosta         | 5-5           | 19 gen.       |
| 6 ott. | 2-2    | Villorba-TonioloMilano | 2-3           | 19 gen.       |

| andata  | andata | 2ª giornata            | ritorno (13ª) | ritorno (13ª) |
|         |        |                        |               |               |
| 12 ott. | 5-2    | GruppoFassina-Cagliari | 2-3           | 26 gen.       |
| 13 ott. | 3-1    | Aosta-Villorba         | 4-3           | 26 gen.       |
| 13 ott. | 4-2    | NewTeam-Belluno        | 5-3           | 26 gen.       |
| 13 ott. | 2-3    | PesaroFano-Reggiana    | 1-6           | 26 gen.       |
| 13 ott. | 3-2    | TonioloMilano-Lecco    | 2-5           | 26 gen.       |
| 13 ott. | 5-2    | ZanèVicenza-Civitanova | 4-3           | 26 gen.       |

| andata  | andata | 3ª giornata            | ritorno (14ª) | ritorno (14ª) |
|         |        |                        |               |               |
| 19 ott. | 6-6    | Cagliari-NewTeam       | 7-1           | 2 feb.        |
| 20 ott. | 2-1    | Belluno-TonioloMilano  | 5-4           | 2 feb.        |
| 20 ott. | 6-0    | Lecco-Civitanova       | 6-3           | 2 feb.        |
| 20 ott. | 0-2    | PesaroFano-Aosta       | 1-3           | 2 feb.        |
| 20 ott. | 6-5    | Reggiana-GruppoFassina | 4-5           | 2 feb.        |
| 20 ott. | 1-4    | Villorba-ZanèVicenza   | 3-9           | 2 feb.        |

| andata  | andata | 4ª giornata            | ritorno (15ª) | ritorno (15ª) |
|         |        |                        |               |               |
| 26 ott. | 2-3    | Civitanova-Cagliari    | 0-19          | 9 feb.        |
| 26 ott. | 8-2    | GruppoFassina-Villorba | 6-3           | 9 feb.        |
| 27 ott. | 3-4    | Aosta-Belluno          | 3-1           | 9 feb.        |
| 27 ott. | 6-3    | NewTeam-PesaroFano     | 3-3           | 9 feb.        |
| 27 ott. | 3-1    | TonioloMilano-Reggiana | 4-5           | 9 feb.        |
| 27 ott. | 9-6    | ZanèVicenza-Lecco      | 6-2           | 9 feb.        |

| andata  | andata | 3ª giornata            | ritorno (14ª) | ritorno (14ª) |
|         |        |                        |               |               |
| 19 ott. | 6-6    | Cagliari-NewTeam       | 7-1           | 2 feb.        |
| 20 ott. | 2-1    | Belluno-TonioloMilano  | 5-4           | 2 feb.        |
| 20 ott. | 6-0    | Lecco-Civitanova       | 6-3           | 2 feb.        |
| 20 ott. | 0-2    | PesaroFano-Aosta       | 1-3           | 2 feb.        |
| 20 ott. | 6-5    | Reggiana-GruppoFassina | 4-5           | 2 feb.        |
| 20 ott. | 1-4    | Villorba-ZanèVicenza   | 3-9           | 2 feb.        |

| andata  | andata | 4ª giornata            | ritorno (15ª) | ritorno (15ª) |
|         |        |                        |               |               |
| 26 ott. | 2-3    | Civitanova-Cagliari    | 0-19          | 9 feb.        |
| 26 ott. | 8-2    | GruppoFassina-Villorba | 6-3           | 9 feb.        |
| 27 ott. | 3-4    | Aosta-Belluno          | 3-1           | 9 feb.        |
| 27 ott. | 6-3    | NewTeam-PesaroFano     | 3-3           | 9 feb.        |
| 27 ott. | 3-1    | TonioloMilano-Reggiana | 4-5           | 9 feb.        |
| 27 ott. | 9-6    | ZanèVicenza-Lecco      | 6-2           | 9 feb.        |

| andata | andata | 5ª giornata              | ritorno (16ª) | ritorno (16ª) |
|        |        |                          |               |               |
| 1 nov. | 2-6    | Villorba-Cagliari        | 0-4           | 23 feb.       |
| 3 nov. | 2-1    | Aosta-TonioloMilano      | 7-5           | 23 feb.       |
| 3 nov. | 3-3    | Belluno-ZanèVicenza      | 3-6           | 23 feb.       |
| 3 nov. | 2-6    | Lecco-NewTeam            | 3-6           | 23 feb.       |
| 3 nov. | 3-2    | PesaroFano-GruppoFassina | 2-7           | 23 feb.       |
| 3 nov. | 4-2    | Reggiana-Civitanova      | 7-6           | 23 feb.       |

| andata  | andata | 6ª giornata              | ritorno (17ª) | ritorno (17ª) |
|         |        |                          |               |               |
| 24 nov. | 5-3    | Cagliari-Lecco           | 3-0           | 2 mar.        |
| 24 nov. | 6-4    | Civitanova-Villorba      | 4-11          | 2 mar.        |
| 24 nov. | 5-1    | GruppoFassina-Belluno    | 5-2           | 2 mar.        |
| 24 nov. | 3-4    | NewTeam-Aosta            | 6-0           | 2 mar.        |
| 24 nov. | 7-7    | TonioloMilano-PesaroFano | 2-7           | 2 mar.        |
| 24 nov. | 3-3    | ZanèVicenza-Reggiana     | 10-6          | 5 mar.        |

| andata | andata | 5ª giornata              | ritorno (16ª) | ritorno (16ª) |
|        |        |                          |               |               |
| 1 nov. | 2-6    | Villorba-Cagliari        | 0-4           | 23 feb.       |
| 3 nov. | 2-1    | Aosta-TonioloMilano      | 7-5           | 23 feb.       |
| 3 nov. | 3-3    | Belluno-ZanèVicenza      | 3-6           | 23 feb.       |
| 3 nov. | 2-6    | Lecco-NewTeam            | 3-6           | 23 feb.       |
| 3 nov. | 3-2    | PesaroFano-GruppoFassina | 2-7           | 23 feb.       |
| 3 nov. | 4-2    | Reggiana-Civitanova      | 7-6           | 23 feb.       |

| andata  | andata | 6ª giornata              | ritorno (17ª) | ritorno (17ª) |
|         |        |                          |               |               |
| 24 nov. | 5-3    | Cagliari-Lecco           | 3-0           | 2 mar.        |
| 24 nov. | 6-4    | Civitanova-Villorba      | 4-11          | 2 mar.        |
| 24 nov. | 5-1    | GruppoFassina-Belluno    | 5-2           | 2 mar.        |
| 24 nov. | 3-4    | NewTeam-Aosta            | 6-0           | 2 mar.        |
| 24 nov. | 7-7    | TonioloMilano-PesaroFano | 2-7           | 2 mar.        |
| 24 nov. | 3-3    | ZanèVicenza-Reggiana     | 10-6          | 5 mar.        |

| andata  | andata | 7ª giornata                 | ritorno (18ª) | ritorno (18ª) |
|         |        |                             |               |               |
| 30 nov. | 8-2    | PesaroFano-Civitanova       | 6-2           | 9 mar.        |
| 1 dic.  | 3-6    | Aosta-ZanèVicenza           | 2-6           | 9 mar.        |
| 1 dic.  | 1-5    | Belluno-Cagliari            | 1-3           | 9 mar.        |
| 1 dic.  | 4-1    | Reggiana-Lecco              | 2-5           | 9 mar.        |
| 1 dic.  | 4-3    | TonioloMilano-GruppoFassina | 1-3           | 9 mar.        |
| 1 dic.  | 2-4    | Villorba-NewTeam            | 2-8           | 9 mar.        |

| andata | andata | 8ª giornata            | ritorno (19ª) | ritorno (19ª) |
|        |        |                        |               |               |
| 7 dic. | 8-5    | Cagliari-Reggiana      | 3-4           | 16 mar.       |
| 8 dic. | 0-3    | Civitanova-Belluno     | 1-2           | 16 mar.       |
| 8 dic. | 2-3    | GruppoFassina-Aosta    | 1-7           | 16 mar.       |
| 8 dic. | 3-2    | Lecco-Villorba         | 4-5           | 16 mar.       |
| 8 dic. | 5-4    | NewTeam-TonioloMilano  | 9-4           | 16 mar.       |
| 8 dic. | 4-5    | ZanèVicenza-PesaroFano | 4-4           | 16 mar.       |

| andata  | andata | 7ª giornata                 | ritorno (18ª) | ritorno (18ª) |
|         |        |                             |               |               |
| 30 nov. | 8-2    | PesaroFano-Civitanova       | 6-2           | 9 mar.        |
| 1 dic.  | 3-6    | Aosta-ZanèVicenza           | 2-6           | 9 mar.        |
| 1 dic.  | 1-5    | Belluno-Cagliari            | 1-3           | 9 mar.        |
| 1 dic.  | 4-1    | Reggiana-Lecco              | 2-5           | 9 mar.        |
| 1 dic.  | 4-3    | TonioloMilano-GruppoFassina | 1-3           | 9 mar.        |
| 1 dic.  | 2-4    | Villorba-NewTeam            | 2-8           | 9 mar.        |

| andata | andata | 8ª giornata            | ritorno (19ª) | ritorno (19ª) |
|        |        |                        |               |               |
| 7 dic. | 8-5    | Cagliari-Reggiana      | 3-4           | 16 mar.       |
| 8 dic. | 0-3    | Civitanova-Belluno     | 1-2           | 16 mar.       |
| 8 dic. | 2-3    | GruppoFassina-Aosta    | 1-7           | 16 mar.       |
| 8 dic. | 3-2    | Lecco-Villorba         | 4-5           | 16 mar.       |
| 8 dic. | 5-4    | NewTeam-TonioloMilano  | 9-4           | 16 mar.       |
| 8 dic. | 4-5    | ZanèVicenza-PesaroFano | 4-4           | 16 mar.       |

| andata  | andata | 9ª giornata               | ritorno (20ª) | ritorno (20ª) |
|         |        |                           |               |               |
| 14 dic. | 1-2    | PesaroFano-Cagliari       | 3-1           | 22 mar.       |
| 15 dic. | 1-1    | Belluno-Lecco             | 3-2           | 23 mar.       |
| 15 dic. | 4-10   | GruppoFassina-NewTeam     | 1-4           | 23 mar.       |
| 15 dic. | 5-1    | Reggiana-Villorba         | 7-3           | 23 mar.       |
| 15 dic. | 7-8    | TonioloMilano-ZanèVicenza | 2-3           | 23 mar.       |
| 19 dic. | 6-2    | Aosta-Civitanova          | 10-7          | 23 mar.       |

| andata  | andata | 10ª giornata             | ritorno (21ª) | ritorno (21ª) |
|         |        |                          |               |               |
| 21 dic. | 6-2    | Cagliari-TonioloMilano   | 9-2           | 6 apr.        |
| 22 dic. | 5-5    | Civitanova-GruppoFassina | 4-11          | 6 apr.        |
| 22 dic. | 2-2    | Lecco-Aosta              | 6-2           | 6 apr.        |
| 22 dic. | 7-1    | Reggiana-Belluno         | 4-6           | 6 apr.        |
| 22 dic. | 2-9    | Villorba-PesaroFano      | 1-6           | 6 apr.        |
| 22 dic. | 11-7   | ZanèVicenza-NewTeam      | 3-3           | 6 apr.        |

| andata  | andata | 9ª giornata               | ritorno (20ª) | ritorno (20ª) |
|         |        |                           |               |               |
| 14 dic. | 1-2    | PesaroFano-Cagliari       | 3-1           | 22 mar.       |
| 15 dic. | 1-1    | Belluno-Lecco             | 3-2           | 23 mar.       |
| 15 dic. | 4-10   | GruppoFassina-NewTeam     | 1-4           | 23 mar.       |
| 15 dic. | 5-1    | Reggiana-Villorba         | 7-3           | 23 mar.       |
| 15 dic. | 7-8    | TonioloMilano-ZanèVicenza | 2-3           | 23 mar.       |
| 19 dic. | 6-2    | Aosta-Civitanova          | 10-7          | 23 mar.       |

| andata  | andata | 10ª giornata             | ritorno (21ª) | ritorno (21ª) |
|         |        |                          |               |               |
| 21 dic. | 6-2    | Cagliari-TonioloMilano   | 9-2           | 6 apr.        |
| 22 dic. | 5-5    | Civitanova-GruppoFassina | 4-11          | 6 apr.        |
| 22 dic. | 2-2    | Lecco-Aosta              | 6-2           | 6 apr.        |
| 22 dic. | 7-1    | Reggiana-Belluno         | 4-6           | 6 apr.        |
| 22 dic. | 2-9    | Villorba-PesaroFano      | 1-6           | 6 apr.        |
| 22 dic. | 11-7   | ZanèVicenza-NewTeam      | 3-3           | 6 apr.        |

| \| andata \| andata \| 11ª giornata \| ritorno (22ª) \| ritorno (22ª) \| \| \| \| \| \| \| \| 12 gen. \| 2-4 \| Aosta-Cagliari \| 3-8 \| 13 apr. \| \| 12 gen. \| 4-0 \| Belluno-Villorba \| 2-4 \| 13 apr. \| \| 12 gen. \| 3-3 \| GruppoFassina-ZanèVicenza \| 2-6 \| 13 apr. \| \| 12 gen. \| 4-1 \| NewTeam-Reggiana \| 4-4 \| 13 apr. \| \| 12 gen. \| 1-4 \| PesaroFano-Lecco \| 7-1 \| 13 apr. \| \| 12 gen. \| 7-5 \| TonioloMilano-Civitanova \| 9-3 \| 13 apr. \| |        |                           |               |               |
| andata | andata | 11ª giornata              | ritorno (22ª) | ritorno (22ª) |
| |        |                           |               |               |
| 12 gen. | 2-4    | Aosta-Cagliari            | 3-8           | 13 apr.       |
| 12 gen. | 4-0    | Belluno-Villorba          | 2-4           | 13 apr.       |
| 12 gen. | 3-3    | GruppoFassina-ZanèVicenza | 2-6           | 13 apr.       |
| 12 gen. | 4-1    | NewTeam-Reggiana          | 4-4           | 13 apr.       |
| 12 gen. | 1-4    | PesaroFano-Lecco          | 7-1           | 13 apr.       |
| 12 gen. | 7-5    | TonioloMilano-Civitanova  | 9-3           | 13 apr.       |

| andata  | andata | 11ª giornata              | ritorno (22ª) | ritorno (22ª) |
|         |        |                           |               |               |
| 12 gen. | 2-4    | Aosta-Cagliari            | 3-8           | 13 apr.       |
| 12 gen. | 4-0    | Belluno-Villorba          | 2-4           | 13 apr.       |
| 12 gen. | 3-3    | GruppoFassina-ZanèVicenza | 2-6           | 13 apr.       |
| 12 gen. | 4-1    | NewTeam-Reggiana          | 4-4           | 13 apr.       |
| 12 gen. | 1-4    | PesaroFano-Lecco          | 7-1           | 13 apr.       |
| 12 gen. | 7-5    | TonioloMilano-Civitanova  | 9-3           | 13 apr.       |

## Girone B

### Classifica[6]
|                                           | Pos. | Squadra             | Pt | G  | V  | N | P  | GF  | GS  | DR  |
| ----------------------------------------- | ---- | ------------------- | -- | -- | -- | - | -- | --- | --- | --- |
|                                           | 1.   | LCF Martina         | 60 | 22 | 19 | 3 | 0  | 109 | 42  | +67 |
| Vincitrice della Coppa Italia di Serie A2 | 2.   | Scafati-Santa Maria | 49 | 22 | 15 | 4 | 3  | 102 | 41  | +61 |
|                                           | 3.   | Loreto Aprutino     | 43 | 22 | 13 | 4 | 5  | 96  | 64  | +32 |
|                                           | 4.   | Augusta             | 43 | 22 | 13 | 4 | 5  | 93  | 51  | +42 |
|                                           | 5.   | Latina              | 38 | 22 | 11 | 5 | 6  | 95  | 58  | +37 |
|                                           | 6.   | Potenza             | 34 | 22 | 10 | 4 | 8  | 89  | 77  | +12 |
|                                           | 7.   | Brillante Roma      | 28 | 22 | 7  | 7 | 8  | 81  | 73  | +8  |
|                                           | 8.   | Fuente              | 24 | 22 | 7  | 3 | 12 | 62  | 78  | -16 |
|                                           | 9.   | CUS Chieti          | 22 | 22 | 6  | 4 | 12 | 58  | 92  | -34 |
|                                           | 10.  | Acireale            | 14 | 22 | 4  | 2 | 16 | 67  | 110 | -43 |
|                                           | 11.  | Modugno             | 10 | 22 | 3  | 1 | 18 | 38  | 121 | -83 |
|                                           | 12.  | Palestrina          | 9  | 22 | 3  | 1 | 18 | 40  | 127 | -87 |

### Verdetti
- Martina e, dopo i play-off, Napoli SMS promossi in serie A 2013-14.
- Palestrina e, dopo i play-out, Modugno retrocessi in serie B 2013-14
- CUS Chieti (ripartito dalla Serie C2), Loreto Aprutino, Napoli SMS e Palestrina (ripartiti dalla Serie C1) non iscritti al campionato di competenza.
- Brillante Roma fusasi con il Torrino: fondazione della Roma Torrino, regolarmente iscritta al campionato di Serie A2 2013-14.

### Statistiche
- Maggior numero di vittorie: Martina (19)
- Minor numero di vittorie: Modugno e Palestrina (3)
- Maggior numero di pareggi: Brillante Roma (7)
- Minor numero di pareggi: Modugno e Palestrina (1)
- Maggior numero di sconfitte: Modugno e Palestrina (18)
- Minor numero di sconfitte: Martina (0)
- Miglior attacco: Martina (109)
- Peggior attacco: Modugno (38)
- Miglior difesa: Napoli SMS (41)
- Peggior difesa: Palestrina (127)
- Miglior differenza reti: Martina (+67)
- Peggior differenza reti: Palestrina (-87)
- Miglior serie positiva: Martina (22)
- Maggior numero di vittorie consecutive: Martina (11)
- Maggior numero di sconfitte consecutive: Palestrina (14)
- Partita con maggiore scarto di gol: Napoli SMS-Palestrina 13-1 (12)
- Partita con più reti: Palestrina-Loreto Aprutino 5-12 (17)
- Maggior numero di reti in una giornata: 12ª e 20ª (56)
- Minor numero di reti in una giornata: 3ª, 6ª e 7ª (32)

### Classifica marcatori
| Gol |  |  | Giocatore         | Squadra             |
| --- |  |  | ----------------- | ------------------- |
| 43  |  |  | Noro              | Scafati-Santa Maria |
| 35  |  |  | Rafael Sanna      | Brillante Roma      |
| 30  |  |  | Lucas Maina       | Latina              |
| 27  |  |  | Ricardo Zanella   | Loreto Aprutino     |
| 24  |  |  | Fabiano Di Muzio  | CUS Chieti          |
| 22  |  |  | Dao               | LCF Martina         |
| 22  |  |  | Lucas Francini    | LCF Martina         |
| 22  |  |  | Leandrinho        | Loreto Aprutino     |
| 21  |  |  | Guinho            | Fuente              |
| 21  |  |  | Gabriel Santin    | Potenza             |
| 21  |  |  | Diogo Teixeira    | Augusta             |
| 20  |  |  | Felipe Manfroi    | LCF Martina         |
| 19  |  |  | Gomes Dilhermando | Potenza             |
| 17  |  |  | Matías Lara       | Latina              |
| 15  |  |  | Andrei Bordignon  | Loreto Aprutino     |
| 15  |  |  | Lucas Cantieri    | Fuente              |
| 15  |  |  | Felipe Manzalli   | Loreto Aprutino     |

### Calendario e risultati
| andata | andata | 1ª giornata            | ritorno (12ª) | ritorno (12ª) |
|        |        |                        |               |               |
| 6 ott. | 2-4    | Acireale-Potenza       | 4-7           | 19 gen.       |
| 6 ott. | 4-2    | Brillante-Modugno      | 9-1           | 19 gen.       |
| 6 ott. | 6-2    | Latina-Augusta         | 4-2           | 19 gen.       |
| 6 ott. | 6-4    | Loreto Aprutino-Fuente | 5-2           | 19 gen.       |
| 6 ott. | 3-2    | Martina-Palestrina     | 4-11          | 19 gen.       |
| 6 ott. | 4-1    | Napoli SMS-CUS Chieti  | 6-1           | 19 gen.       |

| andata  | andata | 2ª giornata             | ritorno (13ª) | ritorno (13ª) |
|         |        |                         |               |               |
| 13 ott. | 6-0    | Augusta-Acireale        | 6-1           | 26 gen.       |
| 13 ott. | 1-5    | CUS Chieti-Martina      | 3-9           | 26 gen.       |
| 13 ott. | 1-3    | Fuente-Napoli SMS       | 2-4           | 26 gen.       |
| 13 ott. | 5-5    | Modugno-Loreto Aprutino | 1-9           | 26 gen.       |
| 13 ott. | 1-1    | Palestrina-Latina       | 1-5           | 26 gen.       |
| 13 ott. | 5-2    | Potenza-Brillante       | 3-3           | 26 gen.       |

| andata | andata | 1ª giornata            | ritorno (12ª) | ritorno (12ª) |
|        |        |                        |               |               |
| 6 ott. | 2-4    | Acireale-Potenza       | 4-7           | 19 gen.       |
| 6 ott. | 4-2    | Brillante-Modugno      | 9-1           | 19 gen.       |
| 6 ott. | 6-2    | Latina-Augusta         | 4-2           | 19 gen.       |
| 6 ott. | 6-4    | Loreto Aprutino-Fuente | 5-2           | 19 gen.       |
| 6 ott. | 3-2    | Martina-Palestrina     | 4-11          | 19 gen.       |
| 6 ott. | 4-1    | Napoli SMS-CUS Chieti  | 6-1           | 19 gen.       |

| andata  | andata | 2ª giornata             | ritorno (13ª) | ritorno (13ª) |
|         |        |                         |               |               |
| 13 ott. | 6-0    | Augusta-Acireale        | 6-1           | 26 gen.       |
| 13 ott. | 1-5    | CUS Chieti-Martina      | 3-9           | 26 gen.       |
| 13 ott. | 1-3    | Fuente-Napoli SMS       | 2-4           | 26 gen.       |
| 13 ott. | 5-5    | Modugno-Loreto Aprutino | 1-9           | 26 gen.       |
| 13 ott. | 1-1    | Palestrina-Latina       | 1-5           | 26 gen.       |
| 13 ott. | 5-2    | Potenza-Brillante       | 3-3           | 26 gen.       |

| andata  | andata | 3ª giornata             | ritorno (14ª) | ritorno (14ª) |
|         |        |                         |               |               |
| 19 ott. | 0-0    | Martina-Napoli SMS      | 3-0           | 2 feb.        |
| 20 ott. | 1-3    | Acireale-Palestrina     | 5-3           | 2 feb.        |
| 20 ott. | 1-1    | Brillante-Augusta       | 3-5           | 2 feb.        |
| 20 ott. | 2-1    | Fuente-Modugno          | 1-5           | 2 feb.        |
| 20 ott. | 8-4    | Latina-CUS Chieti       | 5-5           | 2 feb.        |
| 20 ott. | 5-6    | Loreto Aprutino-Potenza | 5-3           | 2 feb.        |

| andata  | andata | 4ª giornata             | ritorno (15ª) | ritorno (15ª) |
|         |        |                         |               |               |
| 27 ott. | 1-1    | Augusta-Loreto Aprutino | 4-6           | 9 feb.        |
| 27 ott. | 3-3    | CUS Chieti-Acireale     | 6-3           | 9 feb.        |
| 27 ott. | 3-1    | Martina-Fuente          | 2-2           | 9 feb.        |
| 27 ott. | 4-1    | Napoli SMS-Latina       | 4-1           | 9 feb.        |
| 27 ott. | 1-4    | Palestrina-Brillante    | 2-10          | 9 feb.        |
| 27 ott. | 8-3    | Potenza-Modugno         | 4-0           | 9 feb.        |

| andata  | andata | 3ª giornata             | ritorno (14ª) | ritorno (14ª) |
|         |        |                         |               |               |
| 19 ott. | 0-0    | Martina-Napoli SMS      | 3-0           | 2 feb.        |
| 20 ott. | 1-3    | Acireale-Palestrina     | 5-3           | 2 feb.        |
| 20 ott. | 1-1    | Brillante-Augusta       | 3-5           | 2 feb.        |
| 20 ott. | 2-1    | Fuente-Modugno          | 1-5           | 2 feb.        |
| 20 ott. | 8-4    | Latina-CUS Chieti       | 5-5           | 2 feb.        |
| 20 ott. | 5-6    | Loreto Aprutino-Potenza | 5-3           | 2 feb.        |

| andata  | andata | 4ª giornata             | ritorno (15ª) | ritorno (15ª) |
|         |        |                         |               |               |
| 27 ott. | 1-1    | Augusta-Loreto Aprutino | 4-6           | 9 feb.        |
| 27 ott. | 3-3    | CUS Chieti-Acireale     | 6-3           | 9 feb.        |
| 27 ott. | 3-1    | Martina-Fuente          | 2-2           | 9 feb.        |
| 27 ott. | 4-1    | Napoli SMS-Latina       | 4-1           | 9 feb.        |
| 27 ott. | 1-4    | Palestrina-Brillante    | 2-10          | 9 feb.        |
| 27 ott. | 8-3    | Potenza-Modugno         | 4-0           | 9 feb.        |

| andata | andata | 5ª giornata                | ritorno (16ª) | ritorno (16ª) |
|        |        |                            |               |               |
| 3 nov. | 2-7    | Acireale-Napoli SMS        | 3-5           | 23 feb.       |
| 3 nov. | 10-2   | Brillante-CUS Chieti       | 2-2           | 23 feb.       |
| 3 nov. | 4-3    | Fuente-Potenza             | 3-3           | 23 feb.       |
| 3 nov. | 2-7    | Latina-Martina             | 1-4           | 23 feb.       |
| 3 nov. | 2-3    | Loreto Aprutino-Palestrina | 12-5          | 23 feb.       |
| 3 nov. | 3-9    | Modugno-Augusta            | 0-5           | 23 feb.       |

| andata  | andata | 6ª giornata                | ritorno (17ª) | ritorno (17ª) |
|         |        |                            |               |               |
| 24 nov. | 0-2    | CUS Chieti-Loreto Aprutino | 0-3           | 2 mar.        |
| 24 nov. | 3-1    | Latina-Fuente              | 4-5           | 2 mar.        |
| 24 nov. | 3-1    | Napoli SMS-Brillante       | 4-5           | 2 mar.        |
| 24 nov. | 4-1    | Palestrina-Modugno         | 1-5           | 2 mar.        |
| 24 nov. | 7-2    | Augusta-Potenza            | 5-4           | 5 mar.        |
| 24 nov. | 6-2    | Martina-Acireale           | 7-5           | 6 mar.        |

| andata | andata | 5ª giornata                | ritorno (16ª) | ritorno (16ª) |
|        |        |                            |               |               |
| 3 nov. | 2-7    | Acireale-Napoli SMS        | 3-5           | 23 feb.       |
| 3 nov. | 10-2   | Brillante-CUS Chieti       | 2-2           | 23 feb.       |
| 3 nov. | 4-3    | Fuente-Potenza             | 3-3           | 23 feb.       |
| 3 nov. | 2-7    | Latina-Martina             | 1-4           | 23 feb.       |
| 3 nov. | 2-3    | Loreto Aprutino-Palestrina | 12-5          | 23 feb.       |
| 3 nov. | 3-9    | Modugno-Augusta            | 0-5           | 23 feb.       |

| andata  | andata | 6ª giornata                | ritorno (17ª) | ritorno (17ª) |
|         |        |                            |               |               |
| 24 nov. | 0-2    | CUS Chieti-Loreto Aprutino | 0-3           | 2 mar.        |
| 24 nov. | 3-1    | Latina-Fuente              | 4-5           | 2 mar.        |
| 24 nov. | 3-1    | Napoli SMS-Brillante       | 4-5           | 2 mar.        |
| 24 nov. | 4-1    | Palestrina-Modugno         | 1-5           | 2 mar.        |
| 24 nov. | 7-2    | Augusta-Potenza            | 5-4           | 5 mar.        |
| 24 nov. | 6-2    | Martina-Acireale           | 7-5           | 6 mar.        |

| andata | andata | 7ª giornata                | ritorno (18ª) | ritorno (18ª) |
|        |        |                            |               |               |
| 1 dic. | 2-8    | Acireale-Latina            | 1-7           | 8 mar.        |
| 1 dic. | 1-3    | Brillante-Martina          | 1-8           | 9 mar.        |
| 1 dic. | 2-5    | Fuente-Augusta             | 2-3           | 9 mar.        |
| 1 dic. | 2-2    | Loreto Aprutino-Napoli SMS | 4-4           | 9 mar.        |
| 1 dic. | 2-0    | Modugno-CUS Chieti         | 0-3           | 9 mar.        |
| 1 dic. | 4-1    | Potenza-Palestrina         | 10-0          | 9 mar.        |

| andata | andata | 8ª giornata             | ritorno (19ª) | ritorno (19ª) |
|        |        |                         |               |               |
| 8 dic. | 6-0    | Napoli SMS-Modugno      | 7-0           | 14 mar.       |
| 8 dic. | 6-5    | Martina-Loreto Aprutino | 2-1           | 15 mar.       |
| 8 dic. | 8-6    | Acireale-Fuente         | 2-3           | 16 mar.       |
| 8 dic. | 2-6    | CUS Chieti-Potenza      | 1-8           | 16 mar.       |
| 8 dic. | 2-2    | Latina-Brillante        | 4-4           | 16 mar.       |
| 8 dic. | 2-3    | Palestrina-Augusta      | 0-6           | 16 mar.       |

| andata | andata | 7ª giornata                | ritorno (18ª) | ritorno (18ª) |
|        |        |                            |               |               |
| 1 dic. | 2-8    | Acireale-Latina            | 1-7           | 8 mar.        |
| 1 dic. | 1-3    | Brillante-Martina          | 1-8           | 9 mar.        |
| 1 dic. | 2-5    | Fuente-Augusta             | 2-3           | 9 mar.        |
| 1 dic. | 2-2    | Loreto Aprutino-Napoli SMS | 4-4           | 9 mar.        |
| 1 dic. | 2-0    | Modugno-CUS Chieti         | 0-3           | 9 mar.        |
| 1 dic. | 4-1    | Potenza-Palestrina         | 10-0          | 9 mar.        |

| andata | andata | 8ª giornata             | ritorno (19ª) | ritorno (19ª) |
|        |        |                         |               |               |
| 8 dic. | 6-0    | Napoli SMS-Modugno      | 7-0           | 14 mar.       |
| 8 dic. | 6-5    | Martina-Loreto Aprutino | 2-1           | 15 mar.       |
| 8 dic. | 8-6    | Acireale-Fuente         | 2-3           | 16 mar.       |
| 8 dic. | 2-6    | CUS Chieti-Potenza      | 1-8           | 16 mar.       |
| 8 dic. | 2-2    | Latina-Brillante        | 4-4           | 16 mar.       |
| 8 dic. | 2-3    | Palestrina-Augusta      | 0-6           | 16 mar.       |

| andata  | andata | 9ª giornata            | ritorno (20ª) | ritorno (20ª) |
|         |        |                        |               |               |
| 15 dic. | 10-2   | Augusta-CUS Chieti     | 3-3           | 23 mar.       |
| 15 dic. | 3-0    | Fuente-Palestrina      | 10-4          | 23 mar.       |
| 15 dic. | 2-8    | Modugno-Martina        | 3-8           | 23 mar.       |
| 19 dic. | 4-1    | Brillante-Acireale     | 5-5           | 23 mar.       |
| 19 dic. | 2-1    | Loreto Aprutino-Latina | 3-7           | 23 mar.       |
| 19 dic. | 2-9    | Potenza-Napoli SMS     | 1-4           | 23 mar.       |

| andata  | andata | 10ª giornata             | ritorno (21ª) | ritorno (21ª) |
|         |        |                          |               |               |
| 22 dic. | 3-5    | Acireale-Loreto Aprutino | 2-6           | 6 apr.        |
| 22 dic. | 2-3    | Brillante-Fuente         | 3-3           | 6 apr.        |
| 22 dic. | 4-1    | CUS Chieti-Palestrina    | 6-0           | 6 apr.        |
| 22 dic. | 7-1    | Latina-Modugno           | 9-0           | 6 apr.        |
| 22 dic. | 5-0    | Martina-Potenza          | 3-3           | 6 apr.        |
| 22 dic. | 3-7    | Napoli SMS-Augusta       | 2-2           | 6 apr.        |

| andata  | andata | 9ª giornata            | ritorno (20ª) | ritorno (20ª) |
|         |        |                        |               |               |
| 15 dic. | 10-2   | Augusta-CUS Chieti     | 3-3           | 23 mar.       |
| 15 dic. | 3-0    | Fuente-Palestrina      | 10-4          | 23 mar.       |
| 15 dic. | 2-8    | Modugno-Martina        | 3-8           | 23 mar.       |
| 19 dic. | 4-1    | Brillante-Acireale     | 5-5           | 23 mar.       |
| 19 dic. | 2-1    | Loreto Aprutino-Latina | 3-7           | 23 mar.       |
| 19 dic. | 2-9    | Potenza-Napoli SMS     | 1-4           | 23 mar.       |

| andata  | andata | 10ª giornata             | ritorno (21ª) | ritorno (21ª) |
|         |        |                          |               |               |
| 22 dic. | 3-5    | Acireale-Loreto Aprutino | 2-6           | 6 apr.        |
| 22 dic. | 2-3    | Brillante-Fuente         | 3-3           | 6 apr.        |
| 22 dic. | 4-1    | CUS Chieti-Palestrina    | 6-0           | 6 apr.        |
| 22 dic. | 7-1    | Latina-Modugno           | 9-0           | 6 apr.        |
| 22 dic. | 5-0    | Martina-Potenza          | 3-3           | 6 apr.        |
| 22 dic. | 3-7    | Napoli SMS-Augusta       | 2-2           | 6 apr.        |

| \| andata \| andata \| 11ª giornata \| ritorno (22ª) \| ritorno (22ª) \| \| \| \| \| \| \| \| 12 gen. \| 1-3 \| Augusta-Martina \| 2-3 \| 13 apr. \| \| 12 gen. \| 1-6 \| Fuente-CUS Chieti \| 1-3 \| 13 apr. \| \| 12 gen. \| 7-0 \| Loreto Aprutino-Brillante \| 6-5 \| 13 apr. \| \| 12 gen. \| 2-6 \| Modugno-Acireale \| 1-6 \| 13 apr. \| \| 12 gen. \| 1-8 \| Palestrina-Napoli SMS \| 1-13 \| 13 apr. \| \| 12 gen. \| 3-3 \| Potenza-Latina \| 0-6 \| 13 apr. \| |        |                           |               |               |
| andata | andata | 11ª giornata              | ritorno (22ª) | ritorno (22ª) |
| |        |                           |               |               |
| 12 gen. | 1-3    | Augusta-Martina           | 2-3           | 13 apr.       |
| 12 gen. | 1-6    | Fuente-CUS Chieti         | 1-3           | 13 apr.       |
| 12 gen. | 7-0    | Loreto Aprutino-Brillante | 6-5           | 13 apr.       |
| 12 gen. | 2-6    | Modugno-Acireale          | 1-6           | 13 apr.       |
| 12 gen. | 1-8    | Palestrina-Napoli SMS     | 1-13          | 13 apr.       |
| 12 gen. | 3-3    | Potenza-Latina            | 0-6           | 13 apr.       |

| andata  | andata | 11ª giornata              | ritorno (22ª) | ritorno (22ª) |
|         |        |                           |               |               |
| 12 gen. | 1-3    | Augusta-Martina           | 2-3           | 13 apr.       |
| 12 gen. | 1-6    | Fuente-CUS Chieti         | 1-3           | 13 apr.       |
| 12 gen. | 7-0    | Loreto Aprutino-Brillante | 6-5           | 13 apr.       |
| 12 gen. | 2-6    | Modugno-Acireale          | 1-6           | 13 apr.       |
| 12 gen. | 1-8    | Palestrina-Napoli SMS     | 1-13          | 13 apr.       |
| 12 gen. | 3-3    | Potenza-Latina            | 0-6           | 13 apr.       |

## Play-off

### Formula
Si qualificano al turno successivo le squadre che, al termine delle due gare, avranno ottenuto il maggior punteggio o, a parità di punteggio, quelle che avranno realizzato il maggior numero di reti. In caso di ulteriore parità saranno disputati due tempi supplementari da 5' ciascuno, al termine dei quali, se perdurasse ancora la parità, sarà ritenuta vincente la squadra con la migliore posizione in classifica al termine della stagione regolare. Gli spareggi promozione si sono tenuti dal 23 aprile al 25 maggio 2013, quest'ultimo giorno in cui si è disputata la finale di ritorno tra le due vincenti dei rispettivi gironi che si sono contese la terza promozione in Serie A.

### Tabellone
|  | Quarti di finale | Quarti di finale    | Quarti di finale | Quarti di finale | Quarti di finale |  |  | Semifinali          | Semifinali          | Semifinali | Semifinali | Semifinali |   |   | Finale              | Finale              | Finale | Finale | Finale |  |
|  |                  |                     |                  |                  |                  |  |  |                     |                     |            |            |            |   |   |                     |                     |        |        |        |  |
|  | 4                | Augusta             | 0                | 5                | 5                |  |  |                     |                     |            |            |            |   |   |                     |                     |        |        |        |  |
|  | 3                | Loreto Aprutino     | 7                | 14               | 21               |  |  | Loreto Aprutino     | Loreto Aprutino     | 4          | 1          | 5          |   |   |                     |                     |        |        |        |  |
|  | 5                | Latina              | 2                | 3                | 5                |  |  | Scafati-Santa Maria | Scafati-Santa Maria | 2          | 6          | 8          |   |   |                     |                     |        |        |        |  |
|  | 2                | Scafati-Santa Maria | 9                | 5                | 14               |  |  |                     |                     |            |            |            |   |   | Scafati-Santa Maria | Scafati-Santa Maria | 7      | 2      | 9      |  |
|  | 4                | Reggiana            | 4                | 5                | 9                |  |  |                     |                     | Cagliari   | Cagliari   | 5          | 3 | 8 |                     |                     |        |        |        |  |
|  | 3                | New Team FVG        | 7                | 4                | 11               |  |  | New Team FVG        | New Team FVG        | 2          | 3          | 5          |   |   |                     |                     |        |        |        |  |
|  | 5                | Aosta               | 4                | 1                | 5                |  |  | Cagliari            | Cagliari            | 2          | 7          | 9          |   |   |                     |                     |        |        |        |  |
|  | 2                | Cagliari            | 1                | 10               | 11               |  |  |                     |                     |            |            |            |   |   |                     |                     |        |        |        |  |

### 1º turno

#### Andata
|          | Risultati |                     | Luogo e data                  |  |
| -------- | --------- | ------------------- | ----------------------------- |  |
| Reggiana | 4-7 (3-3) | New Team FVG        | Reggio Emilia, 20 aprile 2013 |  |
| Aosta    | 4-1 (2-0) | Cagliari            | Aosta, 21 aprile 2013         |  |
| Augusta  | 0-7 (0-3) | Loreto Aprutino     | Augusta, 23 aprile 2013       |  |
| Latina   | 2-9 (2-1) | Scafati-Santa Maria | Latina, 23 aprile 2013        |  |

#### Ritorno
|                     | Risultati  |          | Luogo e data                            |  |
| ------------------- | ---------- | -------- | --------------------------------------- |  |
| Cagliari            | 10-1 (3-1) | Aosta    | Cagliari, 26 aprile 2013                |  |
| New Team FVG        | 4-5 (0-1)  | Reggiana | San Vito al Tagliamento, 27 aprile 2013 |  |
| Loreto Aprutino     | 14-5 (8-3) | Augusta  | Loreto Aprutino, 27 aprile 2013         |  |
| Scafati-Santa Maria | 5-3 (1-2)  | Latina   | Scafati, 27 aprile 2013                 |  |

### 2º turno

#### Andata
|                 | Risultati |                     | Luogo e data                   |  |
| --------------- | --------- | ------------------- | ------------------------------ |  |
| New Team FVG    | 2-2 (1-2) | Cagliari            | Udine, 3 maggio 2013           |  |
| Loreto Aprutino | 4-2 (3-1) | Scafati-Santa Maria | Loreto Aprutino, 4 maggio 2013 |  |

#### Ritorno
|                     | Risultati |                 | Luogo e data             |  |
| ------------------- | --------- | --------------- | ------------------------ |  |
| Cagliari            | 7-3 (2-1) | New Team FVG    | Cagliari, 11 maggio 2013 |  |
| Scafati-Santa Maria | 6-1 (2-0) | Loreto Aprutino | Scafati, 11 maggio 2013  |  |

### 3º turno

#### Andata
|                     | Risultati |          | Luogo e data            |  |
| ------------------- | --------- | -------- | ----------------------- |  |
| Scafati-Santa Maria | 7-5 (4-4) | Cagliari | Scafati, 17 maggio 2013 |  |

#### Ritorno
|          | Risultati            |                     | Luogo e data             |  |
| -------- | -------------------- | ------------------- | ------------------------ |  |
| Cagliari | 3-2 d.t.s.(1-1, 3-1) | Scafati-Santa Maria | Cagliari, 25 maggio 2013 |  |

## Play-out
In entrambi i gironi si scontreranno l'undicesima e la decima classificata al termine del campionato: a quest'ultima potranno bastare anche due pareggi per mantenere la categoria, in virtù del miglior piazzamento ottenuto al termine della stagione regolare. Le sfide di andata e ritorno si terranno rispettivamente il 27 aprile ed il 4 maggio del 2013 (prima gara sul campo della dodicesima classificata).

### Girone A
|                | Risultati |                | Data                     |  |
| -------------- | --------- | -------------- | ------------------------ |  |
| Villorba       | 1-3 (0-1) | Toniolo Milano | Villorba, 27 aprile 2013 |  |
| Toniolo Milano | 0-1 (0-0) | Villorba       | Cornaredo, 4 maggio 2013 |  |

### Girone B
|          | Risultati  |          | Luogo e Data            |  |
| -------- | ---------- | -------- | ----------------------- |  |
| Modugno  | 3-11 (2-5) | Acireale | Bari, 27 aprile 2013    |  |
| Acireale | 10-4 (4-2) | Modugno  | Acireale, 4 maggio 2013 |  |